# Aglaophamus lutreus
Aglaophamus lutreus är en ringmaskart som först beskrevs av Baird 1873.  Aglaophamus lutreus ingår i släktet Aglaophamus och familjen Nephtyidae. Inga underarter finns listade i Catalogue of Life.